# Villar de la Yegua (kommun)
Villar de la Yegua är en kommun i Spanien.   Den ligger i provinsen Provincia de Salamanca och regionen Kastilien och Leon, i den västra delen av landet, 260 km väster om huvudstaden Madrid. Antalet invånare är 208.